# كيرلي كالب
كيرلي كالب (بالإنجليزية: Curley Culp)‏ هو لاعب كرة قدم أمريكية أمريكي، ولد في 10 مارس 1946 في يوما في الولايات المتحدة.

## وصلات خارجية
- كيرلي كالب على موقع مرجع كرة القدم المحترفة.كوم (الإنجليزية)
- كيرلي كالب على موقع IMDb (الإنجليزية)